# 米拉多爾 (巴拉那州)

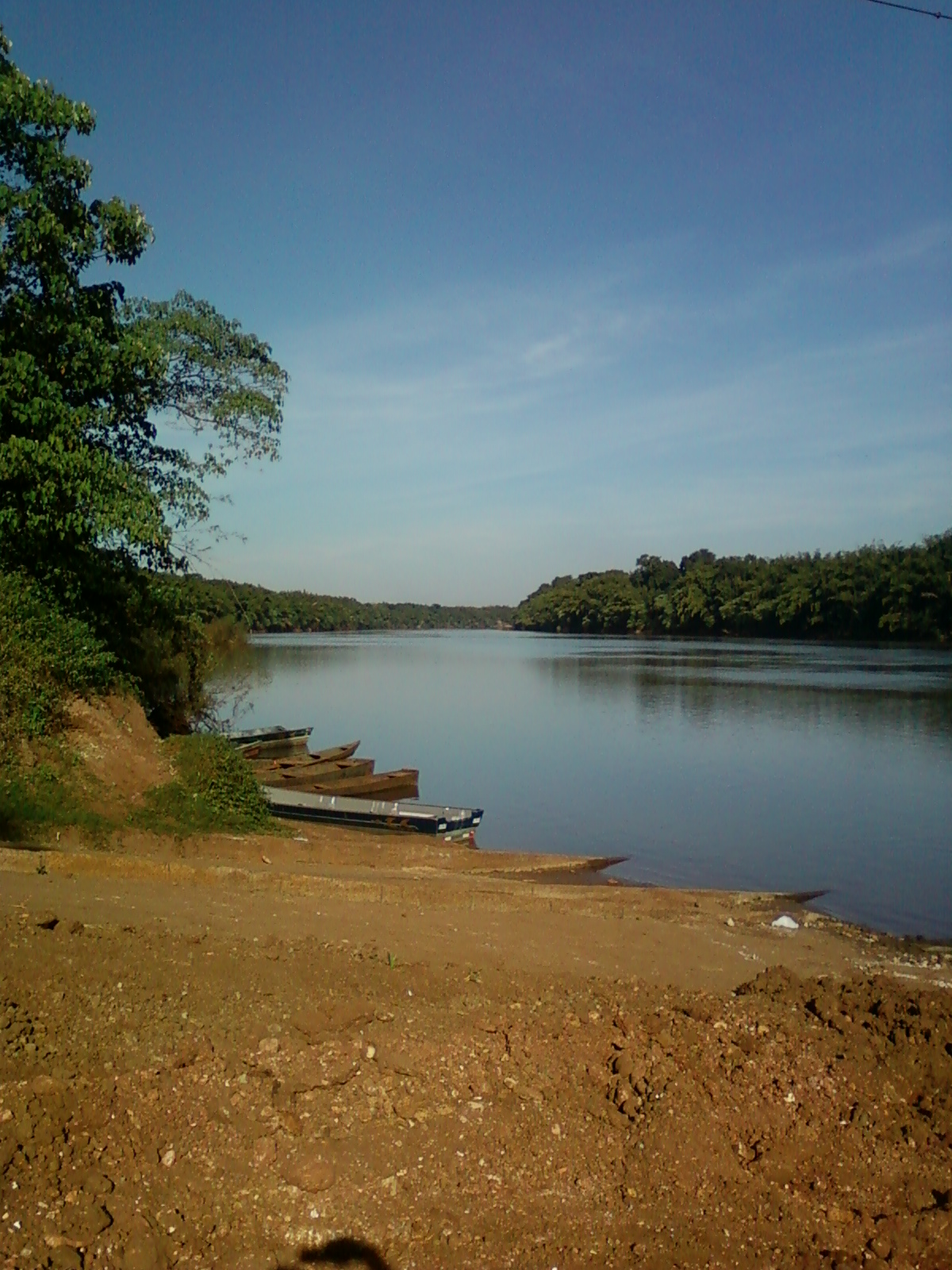
米拉多爾

米拉多爾（葡萄牙語：Mirador）是巴西的城鎮，位於該國南部，由巴拉那州負責管轄，始建於1951年，面積221.5平方公里，2010年人口2,327，該城鎮人口密度每平方公里10.51人。